# Алаш-орда
«Ала́ш-орда́»  (від середньовічного загальноказахського бойового кличу «алаш») — націоналістична організація в Казахстані, центр партії «Алаш» та «Алашської автономії» в грудні 1917 — березні 1920. Головою Алаш-орди був Аліхан Букейханов, комісар Тимчасового уряду з Казахстану.

## Історія

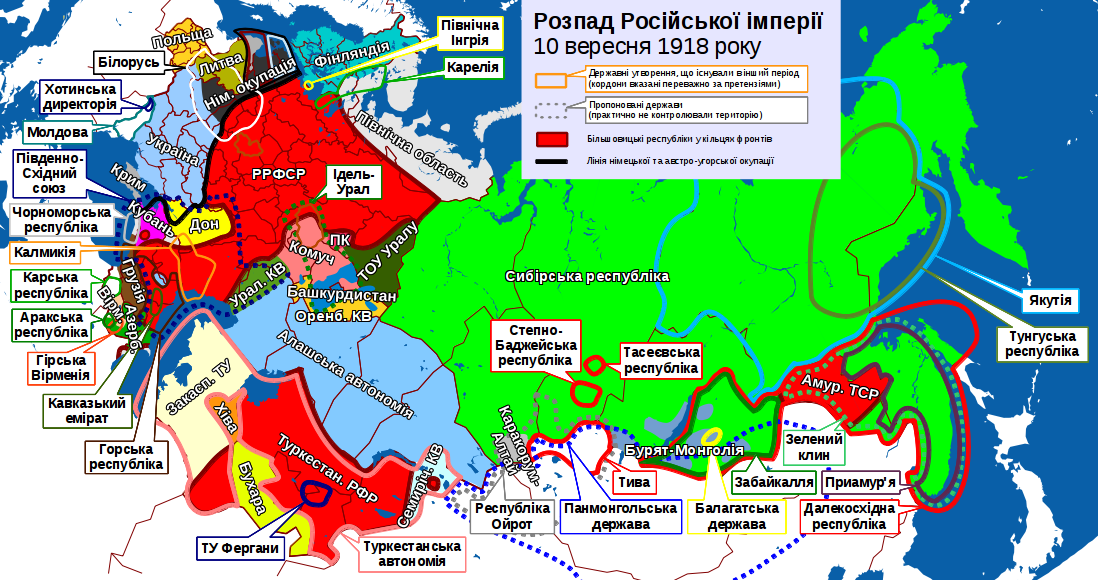
Алашська автономія на карті розпаду Російської імперії

Після зречення Миколи ІІ та створення тимчасового уряду в багатьох регіонах Російської імперії почали виникати національні органи влади. Не винятком був і Казахстан. Слід зауважити, що в 1916 році відбулося стихійне повстання казахів викликане військовими повинностями (набір в трудові загони) та старими конфліктами з поселенцями, оскільки сільськогосподарська колонізація степів російськими та українськими колоністами здійснювалась за рахунок земель казахських пасовищ. Тож після проголошення Тимчасовим урядом амністії та оголошення майбутньої демократизації устрою розпочалася активна політична діяльність. Влітку 1917 року представниками казахської інтелігенції була створена партія Алаш, лідером якої був видатний діяч національного руху комісар Тимчасового уряду з Казахстану Аліхан Букейханов. Ця партія виграла організовані тоді ж вибори.
5-13 грудня в Оренбурзі відбувся загальноказахський конгрес який мав оголосити про об'єднання усього казахського народу в одне автономне державне утворення. Однак цього не сталося оскільки незважаючи на делегатів від практично усіх казахських земель — Акмолинської, Семипалатинської, Тургайської та Уральської областей Степового краю, а також від Семиріченської, Сирдар'їнської та Самаркандської областей Туркестану і навіть від Алтайської губернії. В той час коли казахські організації Степового краю (півночі) виступали за створення національної автономії, південні казахські організації виступали за створення загально-тюркського мусульманського державного утворення (Туркестану). В Оренбурзі боялися відмови південців втупити до складу новоутвореної держави, а тому вирішили спершу заручитися широкої підтримкою на півдні, а не лише голосами окремих представників.
На з'їзді в Оренбурзі була організована тимчасова народна рада Алаш-орди яка складалася з 25 представників Алаш, при цьому 10 місць надавалося неказахам. Це був фактично уряд так і непроголошеної автономії.
Коли відбувся Жовтневий переворот уряд Алаш-орди прийняв його насторожено і в цілому вороже. Лідери Алаш-орди були настроєні на побудову демократичної держави і бачили казахську автономію в федеративній державі. Однак виступаючи проти совєтізації Алаш -орда по-первах не встрягала в боротьбу між «білими» та «червоними» вважаючи її внутрішньоросійським конфліктом. Однак пізніше в ході громадянської війни Алаш-орда спершу стала на сторону білих, а потім через їх негативне ставлення до національних автономій та на тлі обіцянок більшовиками амністії та найширшої автономії перейшла на сторону червоних.